# Лудото куче и Глория
„Лудото куче и Глория“ (на английски: Mad Dog and Glory) е американска криминална трагикомедия от 1993 г. на режисьора Джон МакНотон, и с участието на Робърт Де Ниро, Ума Търман, Бил Мъри, Кати Бейкър, Ричард Белцър и Дейвид Карузо.